# Pleuridium valetonii
Pleuridium valetonii är en bladmossart som beskrevs av Fleischer 1923. Pleuridium valetonii ingår i släktet sylmossor, och familjen Ditrichaceae. Inga underarter finns listade i Catalogue of Life.